# フィロメリオンの戦い (1190年)
フィロメリオンの戦い（フィロメリオンのたたかい、トルコ語:Akşehir Muharebesi）とは、1190年5月7日に行われた第3回十字軍における戦闘のひとつである。この戦いでは神聖ローマ帝国の十字軍とルーム・セルジューク朝の軍勢が激突し、十字軍側の勝利で終わった。
1189年5月、神聖ローマ皇帝フリードリヒ1世は、サラディンからエルサレムを奪還するために聖地への遠征を開始した。ドイツから陸路で進軍した十字軍はビザンツ帝国での長期滞在ののち、1190年3月22日から28日ごろにダーダネルス海峡を通過しアナトリア半島に上陸した。ビザンツ帝国や住民らの抵抗を押し除けつつ進軍を続けた十字軍は、フィロメリオン周辺で宿営中の5月7日午後、10,000人を超えるルーム・セルジューク朝の軍勢の奇襲を受けた。これに対し、シュヴァーベン大公フリードリヒ6世とメラニア公ベルトルトの率いる2,000の騎馬隊とそれに続く歩兵部隊が反撃を行い、セルジューク軍を迎え撃って大破することに成功した。十字軍は撤退する敵軍を追撃し、4,000人から5,000人もの敵兵を討ち取ったとヨーロッパ側の史料は主張している。

## 背景
1187年、聖地エルサレムがサラディンに攻め落とされたことを受け、ローマ教皇グレゴリウス8世は聖地奪還・十字軍国家への支援を図るためにヨーロッパ中の諸侯に十字軍への参加を呼びかけた。第2回十字軍への参加経験もあるベテラン諸侯の1人、神聖ローマ皇帝フリードリヒ1世はこの呼びかけに応じ、1189年5月に聖地に向けて出陣した。このとき彼は4,000人の騎士を含む12,000〜15,000の軍勢を率いていたとされる。
フリードリヒ帝率いる十字軍はハンガリー・セルビア・ブルガリア・ビザンツ帝国を経由して、1190年3月22-28日にダーダネルス海峡を通過し、アナトリア半島に上陸した。このころのアナトリア半島の高原地域はルーム・セルジューク朝が支配していた。十字軍はアナトリア半島におけるビザンツ系住民らの抵抗を潰しながら聖地へ向けて進軍を続けたが、十字軍は現地から飼料となる牧草を供給できず、彼らの軍馬は飼料不足に喘いでいた。
十字軍は前もってトルコ人らと「十字軍の進軍を妨害せず、また十字軍に対して市場を開放すること」を協約をもって締結していたものの、締結を破りトルコ人は十字軍に対してヒット・アンド・ラン戦法で攻撃を仕掛け、トルコ領を進軍する十字軍は苦しい行軍を強いられた。そして4月30日にはトルコ軍は十字軍の野営地を襲撃したが、十字軍はトルコ騎兵を返り討ちにし500人ほどのトルコ軍を討ち取った。5月2日にはまた別のトルコ人部隊と交戦し、300ほどのトルコ兵を討ち取った。その翌日も十字軍はトルコ軍の奇襲を受け、矢や石による遠距離攻撃を喰らった。このとき、フリードリヒ大公も他の9人の騎士と共に戦傷し、ワーナーという名の騎士が戦死したという。しかし十字軍は損害を押して反撃し、山の上に陣取るトルコ人奇襲部隊に対して攻撃を仕掛け60人のトルコ軍を殺害した。そして彼らは肥沃な低地地域に住む多くのトルコ人女性や子供たちを虐殺した。5月6日には、逃げるトルコ軍を追撃する際に落馬した従軍詩人フリードリヒ・ヴォン・ハウゼンが死亡した。

## 戦闘
5月7日、十字軍はフィロメリオン近郊で宿営した。セルジューク軍は十字軍が空腹で苦しんでいるはずだと考え、10,000人の軍勢をもってして日暮に宿営地に襲撃を仕掛けた。彼らは飛び道具も駆使し十字軍の野営地を徹底的に攻撃した。そんな中、フリードリヒ大公・ベルトルト公率いる2,000の十字軍兵士はトルコ軍に対し果敢に反撃した。十字軍の反撃を受けたトルコ軍は完膚なきまでに叩きのめされ、撤退を開始した。彼らは夜明けまで追撃され続け、山岳地帯に逃げ込むことでなんとか十字軍の猛攻を生き延びることができたという。

## その後
5月8日、十字軍はフィロメリウムを出立したが、彼らは飢えに苦しんだ。そしてトルコ軍は十字軍への攻撃をその後も継続した。5月9-10日、十字軍は64人のトルコ兵を討ち取り、5月11には250人のトルコ兵（大半は弓騎兵）をさらに殺害した。5月12日、十字軍は細い橋を渡ったが、橋を渡る間、十字軍は防衛体制を整えにくい状況に置かれた。しかしトルコ軍はこの機会を有効に利用することができず、逆に20人の戦死者を出した。十字軍はその後も進軍を続け、5月13日にはルーム・セルジューク朝の首都イコニウムに到着した。十字軍はその5日後、この地でセルジューク軍と大規模な戦闘を交わすこととなる。

### 損害
フィロメリオンの戦いによるセルジューク軍の戦死者数は、戦後に行われたセルジューク側の概算によると4,174人であったとされる。またこの他に、600人の戦死兵の遺体を回収することができなかったという。十字軍の推計によると、セルジューク軍は戦死者は最大で5000人であったとされる。

## 文献
- Loud, G. A. (2010). The Crusade of Frederick Barbarossa: The History of the Expedition of the Emperor Frederick and Related Texts. Farnham, Surrey: Ashgate Publishing. ISBN 9780754665755

座標: 北緯38度21分27秒 東経31度24分59秒 / 北緯38.35750度 東経31.41639度